# Hila Koraj
Hila Koraj (en hebreo: הילה קורח, Tel Aviv, 2 de marzo de 1984) es una periodista israelí, presentadora de radio y televisión y médica.

## Biografía
Koraj nació en Tel Aviv. Su madre trabajaba en Educación Especial, y su padre era Ingeniero en "Israel Aerospace Industries", que había emigrado de Hungría. Koraj comenzó su carrera en los medios durante su servicio militar en la estación de radio Galei Zahal, y se convirtió en la directora del departamento de presentadores de noticias. Ha trabajado en varias cadenas de televisión, y ha editado y presentado noticias de radio.
Después de completar su servicio militar, comenzó a trabajar en "Aruz 10" (canal 10), donde fue anfitriona del programa "Kol Boker" (Cada mañana) durante un año y medio. Después de eso, se convirtió en presentadora de noticias y editora de noticias. Al mismo tiempo, comenzó a presentar el programa de televisión "HaArchiyon" (el archivo), que incluía videoclips en vivo, en el canal 24.
Desde 2007 y en adelante ha sido presentadora del programa matutino "HaOlam HaBoker" (El mundo esta mañana) junto a Avri Gilad (anteriormente: Reshet Al HaBoker), en el canal 2 (de Israel), y ahora - en el canal 13.
En 2009 Koraj organizó una serie de televisión sobre el tema de la boda en el canal de la buena vida. Organizó el programa vespertino "Ulpan Layla" en el canal 2 entre 2010-2011.
Desde 2010, Koraj presenta el programa de televisión "Galileo" en el canal de televisión educativo de Israel
Koraj escribe una columna semanal en el popular periódico "Maariv Sofshavua".

## Estudios
Hila se graduó recientemente de la escuela de medicina.
También tiene una licenciatura en Psicología y Ciencias Políticas, así como una Maestría en Diplomacia.
Ella y su esposo esperan actualmente su tercer hijo.